# (208351) Sielmann
(208351) Sielmann ist ein Asteroid des äußeren Hauptgürtels, der vom deutschen Astronomen André Knöfel am 8. September 2001 an der sächsischen Volkssternwarte Drebach (IAU-Code 113) entdeckt wurde.
Der Asteroid gehört zur Euphrosyne-Familie, einer Gruppe von Asteroiden, die nach (31) Euphrosyne benannt wurde. Die Umlaufbahn von (208351) Sielmann um die Sonne ist mit mehr als 25° stark gegenüber der Ekliptik des Sonnensystems geneigt, was typisch für Mitglieder der Euphrosyne-Familie ist.
(208351) Sielmann wurde nach dem deutschen Tierfilmer Heinz Sielmann benannt. Die Benennung erfolgte am 7. Februar 2012.